# Mesochorus hyalinus
Mesochorus hyalinus là một loài tò vò trong họ Ichneumonidae.